# Skippy the Bush Kangaroo
Skippy el canguro (en inglés: Skippy the Bush Kangaroo) fue una serie de televisión australiana para niños. Creada por John McCallum, se hizo entre 1966 y 1968. El programa cuenta las aventuras de un joven y su inteligente canguro mascota. La acción transcurre en el (ficticio) Parque Nacional Waratah en Duffys Forest, cerca de Sídney, Nueva Gales del Sur.
Se realizaron 91 episodios de 30 minutos durante las tres temporadas de producción. En el momento de la primera proyección, la televisión australiana todavía estaba en blanco y negro. El programa fue filmado en color para conseguir más ventas internacionales, especialmente en Estados Unidos y Canadá. Allí se emitió entre 1969 y 1972. La cadena Nine Network repitió la serie varias veces después de que la televisión australiana se convirtiera en color en 1975.
El programa se emitió en México, Cuba, Chile, España, Checoslovaquia, El Salvador e Irán.

## Elenco
Los personajes principales eran:
- Ed Devereaux como Matt Hammond, el jefe de los guardabosques del Parque Nacional Waratah.
- Garry Pankhurst como Sonny Hammond, el hijo menor de Matt.
- Ken James como Mark Hammond, el hijo mayor de Matt.
- Tony Bonner como Jerry King, piloto de vuelo (piloto de helicóptero) (salida #78).
- Liza Goddard como Clarissa 'Clancy' Merrick (entrada #9 salida #75), la hija adolescente de un guardabosques estacionado en otra sección del parque. Cuando su padre se traslada a un parque en el norte de Nueva Gales del Sur, Matt invita a Clancy a quedarse con la familia Hammond para que sus estudios musicales no se vean afectados por la mudanza al norte.
- John Warwick como Sir Adrian Gillespie, Jefe de la Junta de Parques Nacionales de Nueva Gales del Sur.
- Elke Neidhardt como la Dra. Anna Steiner, una doctora alemana que juega un papel de apoyo.
- Morgan Brain como Sargento Bernard Gillies.
- Skippy fue interpretado por al menos nueve canguros diferentes.[2]